# Omsite
L'omsite (simbolo IMA: Om) è un raro minerale del supergruppo dell'idrotalcite e del gruppo della cualstibite appartenente alla famiglia degli ossidi con composizione chimica (Ni,Cu)2Fe3+(OH)6[Sb(OH)6].

## Etimologia e storia
L'omsite prende il nome dalla città di Oms, un comune della Francia che si trova nei Pirenei Orientali, che è il posto più vicino al luogo del primo ritrovamento del minerale, l'ex galleria mineraria di rame "Correc d’en Llinassos".
Il campione tipo dell'omsite è depositato presso il Victoria Museum di Melbourne (Australia) e il Museo di Storia Naturale di Los Angeles (Stati Uniti).

## Classificazione
Essendo stata approvata nel 2012, l'omsite non viene elencata nella nona edizione della sistematica dei minerali di Strunz; tale edizione è stata aggiornata dall'Associazione Mineralogica Internazionale (IMA) fino al 2009 ed è continuata dal database "mindat.org", dove il minerale è elencato nella classe degli "ossidi (idrossidi, V[5,6] vanadati, arseniati, antimoniti, bismutiti, solfiti, seleniti, telluriti, iodati)" e da lì nella sottoclasse "idrossidi (senza V o U)"; questa è ulteriormente suddivisa in modo tale che il minerale può essere trovato nella sezione "idrossidi con OH, senza H2O; ottaedri isolati", dove si trova nel sistema 4.FB.
Anche nella Sistematica dei lapis (Lapis-Systematik) di Stefan Weiß il minerale è nella classe degli "ossidi" e da lì nella sottoclasse "idrossidi e idrati ossidici (ossidi contenenti acqua con struttura stratificata)" dove forma il sistema nº IV/F.12 insieme a cualstibite-1M, cualstibite e zincalstibite.

## Abito cristallino
L'omsite cristallizza nel sistema trigonale nel gruppo spaziale P3 (gruppo nº 143) con i parametri di reticolo a = 5,3506(8) Å e c = 19,5802(15) Å, oltre che 2 unità di formula per cella unitaria.

## Origine e giacitura
L'omsite è stata trovata associata a ullmannite, calcopirite, tetraedrite/tennantite, siderite e glaukosphaerite.
Il minerale è stato trovato solo nella sua località tipo, a Correc d’en Llinassos vicino a Oms, in Francia, e in Grecia, nei pressi di Lavreotiki.